# Hasított komplex számok
| × | 1 | j |
| - | - | - |
| 1 | 1 | j |
| j | j | 1 |

Az absztrakt algebrában a hasított komplex számok (hiperbolikus számok, perplex számok, kettős számok) a komplex számokhoz hasonlóan valós és képzetes részből állnak, de itt a képzetes egység négyzete nem -1, hanem 1. Jelben {\displaystyle z=x+yj,\quad j^{2}=+1.} z konjugáltja z* = x - y j. Mivel j2 = +1, {\displaystyle zz^{*}=x^{2}-y^{2},}, izotropikus kvadratikus alak, {\displaystyle N(z)=x^{2}-y^{2}.}
A hasított komplex számok halmazát D jelöli, ami a szokásos műveletekkel gyűrű a valós számok fölött. Ha w és z hasított komplex számok, akkor szorzatuk eleget tesz az  {\displaystyle N(wz)=N(w)N(z)} egyenlőségnek. N kompozíciós tulajdonsága a szorzásra kompozíciós algebrává teszi a ( D , +, ×, * ) testet.
Az R2 vektortér hasonló struktúrát alkot a komponensenkénti műveletekkel és a kvadratikus alakokkal. Ez a struktúra (R2, +, ×, xy), ami kvadratikus tér. A :{\displaystyle D\rightarrow R^{2}\ {\text{by}}\ x+yj\mapsto (x+y,x-y)} gyűrűizomorfizmus arányosan viszonyítja a kvadratikus alakokat, de ez a leképezés nem izometria, mivel R2-ben az (1,1) egység távolsága a nullától √2, ami normalizálva van D -ben.

## Definíció
A hasított komplex számok alakja
{\displaystyle z=x+jy}
ahol x és y valós számok, j pedig olyan, hogy 
{\displaystyle j^{2}=+1}
és j független a valós számoktól és a komplex számok képzetes egységétől. Az {\displaystyle j^{2}=-1} választás a komplex számokhoz vezet.
Az asszociált bilineáris alak
{\displaystyle \langle z,w\rangle =\operatorname {Re} (zw^{*})=\operatorname {Re} (z^{*}w)=xu-yv,}
ahol z = x + j y és w = u + j v. A modulus ekvivalens alakja
{\displaystyle \lVert z\rVert =\langle z,z\rangle .}
Mivel nem pozitív definit, nem skalárszorzat; ennek ellenére indefinit skalárszorzatnak is nevezik. Egy másik, a matematikai igényességgel össze nem férő szóhasználat normaként hivatkozik a modulusra.
A hasított komplex számok halmazát hasított komplex síknak nevezik. Az összeadás és a szorzás így végezhető:
{\displaystyle (x+jy)+(u+jv)=(x+u)+j(y+v)}
{\displaystyle (x+jy)(u+jv)=(xu+yv)+j(xv+yu).}
Mindkét művelet kommutatív, asszociatív, és a szorzás disztributív az összeadásra.

## Konjugált, modulus, invertálhatóság
Ahogy a komplex számoknál, úgy a hasított komplex számoknál is definiálható a konjugált. A
{\displaystyle z=x+jy}
hasított komplex szám konjugáltja
{\displaystyle z^{*}=x-jy.}
Tulajdonságai hasonlítanak a komplex konjugálthoz. Azaz
{\displaystyle (z+w)^{*}=z^{*}+w^{*}}
{\displaystyle (zw)^{*}=z^{*}w^{*}}
{\displaystyle (z^{*})^{*}=z.}
Az z = x + j y hasított komplex szám modulusa az izotropikus kvadratikus alakkal számítható:
{\displaystyle \lVert z\rVert =zz^{*}=z^{*}z=x^{2}-y^{2}.}
Kompozíciós algebra tulajdonsága van:
{\displaystyle \lVert zw\rVert =\lVert z\rVert \lVert w\rVert .}
Ennek szignatúrája (1, −1), ezért nem pozitív definit, így ez nem norma matematikai értelemben.
Egy hasított komplex szám invertálható akkor és csak akkor, ha ({\displaystyle \lVert z\rVert \neq 0}), így az x ± j x alakú hasított komplex számoknak nincs inverze. A nem invertálható elemeket null vektoroknak nevezik. Az invertálható elemek multiplikatív inverze:
{\displaystyle z^{-1}=z^{*}/\lVert z\rVert .}

## Átlós bázis
Az e = (1 − j)/2 és az e∗ = (1 + j)/2 elemek a gyűrű nem triviális idempotens elemei. Ez azt jelenti, hogy ee = e és e∗e∗ = e∗. Mindkét elem null:
{\displaystyle \lVert e\rVert =\lVert e^{*}\rVert =e^{*}e=0.}
Gyakran kényelmes az  e és e∗ elemekből alkotott bázist használni. Ennek elnevezése null bázis vagy átlós bázis. Ha z hasított komplex szám, akkor a null bázisban:
{\displaystyle z=x+jy=(x-y)e+(x+y)e^{*}.}
Ha az a és a b számokra a z = ae + be∗ számot (a, b) jelöli, akkor a hasított komplex szorzás 
{\displaystyle (a_{1},b_{1})(a_{2},b_{2})=(a_{1}a_{2},b_{1}b_{2}).}
Ez a bázis megmutatja, hogy a hasított komplex számok az R ⊕ R vektortérrel gyűrű izomorfizmusban állnak.
A konjugálás eredménye:
{\displaystyle (a,b)^{*}=(b,a)}
és a modulus:
{\displaystyle \lVert (a,b)\rVert =ab.}
Habár a gyűrűknek ugyanabba az izomorfizmusosztályába tartoznak, a hasított komplex sík és a direkt összeg lényegesen különbözik egymástól Az izomorfizmus egy 45 fokos forgatás és egy négyzetgyök kettővel való nyújtás egymásutánja. Ez utóbbi néha zavart okoz a hiperbolaszeletek területének kiszámításában.  A hiperbolikus szög megfelel az {\displaystyle \mathbf {R} \oplus \mathbf {R} } szektorainak területével, ahol {\displaystyle \lbrace (a,b)\in \mathbf {R} \oplus \mathbf {R} :ab=1\rbrace .} Az összenyomott egységkör, {\displaystyle \lbrace \cosh a+j\ \sinh a:a\in \mathbf {R} \rbrace }  területe fele a megfelelő hiperbolikus szektor területének. A zavart csak fokozza, ha nem különböztetik meg a két gyűrű geometriáját.

## Geometria

Egységhiperbola, z=1 (kékkel),
konjugált hiperbolája z=−1 (zölddel),
és aszimptotái, z=0 (pirossal)

A kétdimenziós valós vektortér a Minkowski-féle skalárszorzattal ellátva (1 + 1) dimenziós Minkowski-teret alkot, amit gyakran R1,1 jelöl. Ahogy az euklideszi sík, R2 geometriája leírható a komplex számokkal, úgy a Minkowski-tér geometriája, R1,1  leírható a hasított komplex számokkal.
Az
{\displaystyle \{z:\lVert z\rVert =a^{2}\}}
pontok halmaza hiperbola, minden a eleme R esetén. Jobb és bal ága rendre átmegy a (a, 0) és a (−a, 0) pontokon. Az a = 1 esetben ez az egységhiperbola. A konjugált hiperbola
{\displaystyle \{z:\lVert z\rVert =-a^{2}\}}
aminek felső és alsó ága rendre a (0, a) és a (0, −a) pontokon halad át. A hiperbolát és konjugált hiperboláját átlós egyenesek választják el, amelyek null elemekből állnak:
{\displaystyle \{z:\lVert z\rVert =0\}.}
A két egyenes, amit null kúpnak is neveznek, merőleges R2-ben, és meredekségük ±1.
Ha z és w hasított komplex számok, akkor ortogonálisak, ha <z, w> = 0. Két ortogonális hasított komplex szám bázist alkot.
Az Euler-formulához hasonló formula a hasított komplex számokra is értelmezhető:
{\displaystyle \exp(j\theta )=\operatorname {ch} (\theta )+j\operatorname {sh} (\theta ).\,}
Ez származtatható a hatványsorokból, mivel sh hatványsorában csak páratlan, ch hatványsorában csak páros fokú tagok együtthatója különbözik nullától.
Minden θ hiperbolikus szögre a λ = exp(jθ) hasított komplex szám modulusa 1, és az egységhiperbola jobb ágán helyezkedik el. Ezek a 'λ' számok hiperbolikus versorok. A velük való szorzás hiperbolikus forgatásnak felel meg, mivel modulusuk 1. Ez megőrzi a geometriai szerkezetet, hiperbolát hiperbolába visz, és a null kúpot is megőrzi.
A modulust megőrző transzformációk csoportot alkotnak, ez az O(1, 1) általános ortogonális csoport. Ennek részcsoportja SO+(1, 1), ami az 1 modulusú hasított komplex számokkal való szorzást jelenti. Az általános ortogonális csoport ebből úgy kapható, ha bővítünk az
{\displaystyle z\mapsto \pm z} és {\displaystyle z\mapsto \pm z^{*}} diszkrét tükrözésekkel.
A z
{\displaystyle \exp \colon (\mathbb {R} ,+)\to \mathrm {SO} ^{+}(1,1)}
leképezés a θ  hasított komplex számot az exp(jθ)-val való forgatásba küldi. Ez csoportizomorfizmus, mivel a szokásos exponenciális formulával:
{\displaystyle e^{j(\theta +\phi )}=e^{j\theta }e^{j\phi }.\,}
Ha a z hasított komplex szám nem nullelem, akkor z-nek van poláris felbontása.

## Algebra
A hasított komplex számok az absztrakt algebrai leírásban az  R[x] polinomgyűrű és az x2 − 1 által generált ideál hányadosgyűrűje, R[x]/(x2 − 1).
Ebben a megfeleltetésben az x határozatlan képe a j képzetes egység. Ebben a megfogalmazásban azonnal látható, hogy a hasított komplex számok gyűrűje kommutatív, és karakterisztikája 0. A skalárral szorzást a szokott módon definiálva kétdimenziós asszociatív algebrát kapunk a valós számok fölött. Habár egységelemes, ez a gyűrű nem integritási tartomány vagy test a nullosztók miatt. Mivel az összeadás és a szorzás folytonos a sík szokásos topológiájával, ezért ezzel a topológiával topologikus gyűrűt alkot.
A hasított számok algebrája kompozíciós algebrát alkot, mivel :{\displaystyle \lVert zw\rVert =\lVert z\rVert \lVert w\rVert }  minden z és w hasított komplex számra.
A definíció alapján nyilvánvaló, hogy izomorf az R[C2] gyűrűvel, ahol C2 ciklikus csoport a valós számok fölött.

## Mátrixreprezentáció
A {\displaystyle z=x+jy} reprezentálható, mint
{\displaystyle z\mapsto {\begin{pmatrix}x&y\\y&x\end{pmatrix}}.}

Kommutatív diagram a hiperbolikus versor hatásával a D gyűrűn a σ leképezésre R^{2}-en

A reprezentációban a műveletek a mátrixokkal végzett műveleteknek felelnek meg. A modulus éppen a mátrix determinánsa. A konjugálás a
{\displaystyle C={\begin{pmatrix}1&0\\0&-1\end{pmatrix}}.}
mátrixszal vett kétoldali szorzás.
Bármely valós a számra az a hiperbolikus szöggel való forgatás leírható a
{\displaystyle {\begin{pmatrix}\cosh a&\sinh a\\\sinh a&\cosh a\end{pmatrix}}.}
mátrixszal végzett szorzással.
Ha a  {\displaystyle z=x+jy} hasított komplex számot az (x, y) pár jelzi, akkor az átlós bázisra való áttérés:
{\displaystyle (u,v)=(x,y){\begin{pmatrix}1&1\\1&-1\end{pmatrix}}=(x,y)S.}
Most a kvadratikus alak {\displaystyle uv=(x+y)(x-y)=x^{2}-y^{2}.}
Továbbá 
{\displaystyle (\cosh a,\sinh a){\begin{pmatrix}1&1\\1&-1\end{pmatrix}}=(e^{a},e^{-a})}
így két paraméterezett hiperbola hozható kapcsolatba S-sel. Így az {\displaystyle e^{bj}\!} hiperbolikus verzor hatása az
{\displaystyle \sigma :(u,v)\mapsto (ru,v/r),\quad r=e^{b}.}
hasonlósági transzformációnak felel meg.
Jegyezzük meg, hogy a hasított komplex számoknak már a 2 x 2-es mátrixok körében is léteznek más reprezentációi. A fenti átlós prezentáció a hasított komplex számok fenti reprezentációja Jordan-normálalakban. A z = (x, y) hasított komplex szám esetén:
{\displaystyle Z={\begin{pmatrix}x&y\\y&x\end{pmatrix}}.}
Jordan-normálalakja:
{\displaystyle J_{z}={\begin{pmatrix}x+y&0\\0&x-y\end{pmatrix}},}
ahol {\displaystyle Z=SJ_{z}S^{-1}\ ,} és 
{\displaystyle S={\begin{pmatrix}1&-1\\1&1\end{pmatrix}}.}

## Fordítás
Ez a szócikk részben vagy egészben  a   Split-complex number című angol Wikipédia-szócikk fordításán alapul.  Az eredeti cikk szerkesztőit annak laptörténete sorolja fel. Ez a jelzés csupán a megfogalmazás eredetét és a szerzői jogokat jelzi, nem szolgál a cikkben szereplő információk forrásmegjelöléseként.